# Eco Fighters
Eco Fighters (アルティメット エコロジー, Ultimate Ecology) est un jeu vidéo du type shoot 'em up développé et édité par Capcom en décembre 1993 sur CP System II,.

## Histoire
Dans un futur lointain, alors que la colonisation spatiale est très avancée, certaines entreprises n'hésitent pas à exploiter des planètes entières jusqu'à les détruire. Un scientifique célèbre, le Dr. Moly, met au point un vaisseau spatial dans le but de stopper les agissements néfastes de la plus grande multinationale du moment, la Goyolk, coupable de polluer sa planète.

## Système de jeu
Eco Fighters est un shoot 'em up à scrolling horizontal dans lequel le joueur prend le contrôle d'un vaisseau équipé d'une tourelle qui a la particularité de pouvoir tourner à 360° autour de lui.

## Équipe de développement
- Producteur : Yoshiki Okamoto (Yokamoto)
- Conception des objets : S.Y, Imomushi, Chama, The Pin K, Dway!, Ovava, Minobeyan, Kakunaka
- Conception des décors : Go, Y.N, May, Ziggy, Oyami, Hiropon
- Programmeurs : Yuuka, A. Komorini, Tilde.Kaw, Commander Guchi, Some-P
- Son : Toshio Kajino, Hiroaki Kondo
- Musique : Syun Nishigaki
- Voix : Nishihara K-ta, Nemoto Yoshiya, Yokoyama Chisa
- Planificateurs : Meshi, Konou, Etos
- Planificateur original : Mori Keisuke